# Юннинхэ (приток Цзялинцзяна)
Юннинхэ́ (кит. упр. 永宁河) — река в провинции Ганьсу, приток Цзялинцзяна.

## География
Исток реки находится в уезде Майцзи на северном склоне хребта Циньлин. Сначала она течёт на юго-восток, а затем поворачивает полностью на юг, и на территории уезда Хуэйсянь впадает в Цзялинцзян.